# Nguyễn Văn Khương
Nguyễn Văn Khương (1924-1970), nguyên là một sĩ quan Bộ binh cao cấp của Quân lực Việt Nam Cộng hòa. Ông xuất thân từ những khóa đầu tiên ở trường Sĩ Quan Trừ bị do Quốc gia Việt Nam được sự hỗ trợ và cố vấn của Quân đội Pháp mở ra để đào tạo sĩ quan người Việt ở Nam phần. Ông đã phục vụ trong đơn vị Bộ binh bắt đầu từ chức vụ Trung đội trưởng cho đến Tham mưu trưởng Sư đoàn. Năm 1968, ông được chuyển nhiệm vụ sang lĩnh vực Hành chính Quân sự. Năm 1970, khi đang là Đại tá Tỉnh trưởng một tỉnh ở miền Tây Nam phần, ông bị tử trận được truy thăng cấp bậc Chuẩn tướng.

## Tiểu sử & Binh nghiệp
Ông sinh vào tháng 10 năm 1924, trong một gia đình điền chủ tại Long Hồ, tỉnh Vĩnh Long, miền tây Nam phần Việt Nam. Năm 1945, ông tốt nghiệp Trung học chương trình Pháp tại Cần Thơ với văn bằng Tú tài bán phần (Part I). Năm 1949, ông được tuyển dụng làm thư ký trong Sở Hầm mỏ ở Sài Gòn của Chính quyền Bảo hộ Pháp.

### Quân đội Quốc gia Việt Nam
Cuối tháng 9 năm 1952, thi hành động viên, ông nhập ngũ vào Quân đội Quốc gia, mang số quân: 44/101.883. Được theo học khóa 2 Phụng Sự tại trường Sĩ quan Trừ bị Thủ Đức, khai giảng ngày 1 tháng 10 năm 1952. Ngày 1 tháng 4 năm 1953 mãn khóa tốt nghiệp với cấp bậc Thiếu úy. Ra trường, ông được chuyển đến phục vụ tại Tiểu khu Mỹ Tho.

### Quân đội Việt Nam Cộng hòa
Cuối tháng 10 năm 1955, sau khi nền Đệ nhất Cộng hòa ra đời, chuyển sang phục vụ cơ cấu mới là Quân đội Việt Nam Cộng hòa, ông được thăng cấp Trung úy và được cử làm Phụ tá Trưởng phòng 4 của Đệ nhất Quân khu Nam Việt do Thiếu tá Khưu Ngọc Tước làm Trưởng phòng.
Đầu năm 1960, ông được thăng cấp Đại úy, chuyển ra đơn vị tác chiến, ông được cử giữ chức vụ Trưởng phòng 4 của Sư đoàn 21 Bộ binh do Đại tá Trần Thiện Khiêm làm Tư lệnh.
Đầu tháng 2 năm 1964, sau cuộc Chỉnh lý nội bộ các tướng lãnh trong Hội đông Quân nhân Cách mạng để giành quyền lãnh đạo của tướng Nguyễn Khánh, ông được thăng cấp Thiếu tá và được cử làm Tham mưu trưởng Sư đoàn 21, lần lượt dưới quyền 2 Tư lệnh Sư đoàn: Đại tá Cao Hảo Hớn (11/1963-6/1964), Đại tá Đặng Văn Quang (6/1964-3/1965). Ngày Quốc khánh Đệ Nhị Cộng hòa 1 tháng 11 năm 1965, ông được đặc cách thăng cấp Trung tá được cử giữ chức Chỉ huy trưởng Yếu khu Trà Nóc tại Thị xã Cần Thơ.
Thượng tuần tháng 3 năm 1968, ông được bổ nhiệm làm Tỉnh trưởng kiêm Tiểu khu trưởng tỉnh Phong Dinh (nay là Tp Cần Thơ) thay thế Trung tá Phạm Bá Hoa. Ngay sau khi nhậm chức Tỉnh trưởng Phong Dinh, ông được thăng cấp Đại tá tại nhiệm.

## Tử trận
Sáng ngày 19 tháng 7 năm 1970, ông tử trận do trúng đạn B40 của địch quân phục kích tại Rạch Gói, Tầm Vu khi đang ngồi trên xe Jeep trên đường đến khánh thành ngôi trường Tiểu học tại một xã thuộc tỉnh Phong Dinh. Hưởng dương 46 tuổi.
Ông được truy thăng cấp bậc Chuẩn tướng và truy tặng đệ tứ đẳng Bảo quốc Huân chương.
Tang lễ được tổ chức theo Lễ nghi Quân cách của một tướng lãnh. An táng tại Nghĩa trang Gia tộc ở Long Hồ, Vĩnh Long (nay thuộc phường 4, Tp Vĩnh Long).
Sau khi ông tử trận, Đại tá Lê Văn Hưng được bổ nhiệm thay thế ông làm tỉnh trưởng Phong Dinh.

## Gia đình
- Thân phụ: Cụ Nguyễn Văn Cẩm
- Bào đệ: Ông Nguyễn Văn Bia[3] (Sĩ quan QLVNCH)
- Phu nhân: Bà Phạm Thị Thôi (em gái của Trung tá Phạm Thành Gia[4], sĩ quan QLVNCH)

Ông bà có năm người con gồm: 2 trai, 3 gái:
Nguyễn Thị Ngọc Bích, Nguyễn Văn Tuấn, Nguyễn Thị Bích Thủy, Nguyễn Văn Phong, Nguyễn Thị Thanh Loan.